# Ridderorden in Zuid-Afrika
In Zuid-Afrika, de Boerenrepublieken, de Unie van Zuid-Afrika en de Republiek Zuid-Afrika zijn er tal van decoratiestelsels en diverse onderscheidingen en ridderorden geweest.
Chronologisch opgesomd noemt Wikipedia de volgende staten en staatsvormen.
- De zwarte koninkrijken.

Deze koninkrijken der Zulu en Mtabele kenden wel eerbewijzen maar niets dat leek op de Europese orden en onderscheidingen.
- De Kaapkolonie van de Vereenigde Oostindische Compagnie

- De Britse kolonie

In de koloniale periode verleende de Britse regering mondjesmaat onderscheidingen aan haar Zuid-Afrikaanse onderdanen.
- De Boerenrepublieken

- Graaff-Reinet (6 februari 1795 - 22 augustus 1796)
- Swellendam (juni 1795 - november 1795)
- Winburg (1836 - april 1844)
- Potchefstroom (17 januari 1837 - 9 april 1844)
- Republiek Natalia (12 oktober 1838 - 12 mei 1843)
- Oranje Vrijstaat, (vroeger ook Transoranje) (1842 - 1902) - (erkend 1854)
- Winburg-Potchefstroom, (9 april 1844 - 3 februari 1848)
- Transvaal, of Zuid-Afrikaansche Republiek (1848 - 1902) - (erkend 1852)
- Republiek Lydenburg (1849-1860)
- Republiek Utrecht (1852 - 8 mei 1858)
- Stellaland (26 juli 1882 - 6 augustus 1883)
- Goosen (24 Oktober 1882 - 7 augustus 1883)
- Verenigde Staten van Stellaland (6 augustus 1883 - 30 September 1885)
- Nieuwe Republiek of Vrijheid (16 augustus 1884 - 20 juli 1888)
- Klein Republiek of Klein Vrijstaat (10 maart 1886 - 2 mei 1891)

## DeUnie van Zuid-Afrika
Als deel van het Britse Gemenebest gebruikte het land van 1910 tot aan de uitroeping van de republiek in 1961 Britse ridderorden en onderscheidingen. De Britse koningen waren koning van Zuid-Afrika.
- Het Victoria Cross
- De Orde van Sint-Michaël en Sint-George
- De Orde van het Britse Rijk
- De Orde van Voorname Dienst

## De Republiek Zuid-Afrika
- De Republiek Zuid-Afrika werd in 1961 uitgeroepen. Het land verliet het Gemenebest.

De koninklijke onderscheidingen werden afgeschaft en de Britse orden werden niet langer toegekend.
Na verloop van tijd ontstond er een nieuw decoratiestelsel.
- De Orde van Verdienste (Zuid-Afrika)
- De Orde van de Goeie Hoop
- De Orde van de Ster van Zuid-Afrika
- De Orde van de Ster van het Zuiden
- Het Woltemade Kruis

Na het einde van de apartheid werd het decoratiestelsel ingrijpend gewijzigd.
De nieuwe door het ANC gevormde regering zag de orden en onderscheidingen als vreemde invloeden in een Afrikaans land. President Nelson Mandela verleende de eerste jaren nog versierselen van de orde van de Goeie Hoop aan bevriende staatshoofden zoals Koningin Beatrix der Nederlanden. De roep om hervorming was sterk. Vormen als sterren en kruisen en ook de namen gaven aanstoot als herinneringen aan het kolonialisme en de blanke overheersing. In 2000 riep de regering op tot een prijsvraag waarin nieuwe "Afrikaanse" versierselen en namen werden voorgesteld. In plaats van namen als "(Kaap de) Goede Hoop" moesten Afrikaanse namen en symbolen als speren, zon, maan en inheemse bloemen aan de orden worden verbonden. De termen "ridder", "grootkruis" of "commandeur" werden vermeden.
- De Orde van Mapungubwe (2002- )

Deze orde wordt verleend voor verdienste voor Zuid-Afrika op internationaal vlak zoals in de diplomatie.
- De Orde van Mendi (2003- )

In eerste instantie was dit geen orde maar een decoratie, de "Decoratie van Mendi". In 2004 werd het een ridderorde.
De orde verving de oude onderscheiding voor dapperheid, Het Woltemade Kruis. De orde wordt aan militairen en burgers verleend die met gevaar voor eigen leven anderen, of hun bezit, wisten te redden.
- De Orde van de Baobab (2002- )

Deze orde wordt verleend voor verdiensten voor economie en bedrijfsleven, wetenschap, geneeskunde, maatschappelijk werk en technische innovatie. Tot aan de instelling van de
Orde van Luthuli en de Orde van Ikhamanga in 2003 werd de onderscheiding ook voor politieke en kunstzinnige verdienste verleend.
- De Orde van Luthuli (2003- )

Deze orde werd voor bijdragen aan de strijd voor democratie, verdiensten voor de democratie en de mensenrechten in Zuid-Afrika toegekend. Ook het oplossen van conflicten, werken aan de nationale eenheid (nation-building) justitie en vrede worden met deze decoraties beloond. Onder de dragers zijn activisten, politici en rechters.
De orde wordt in drie graden toegekend.
- Goud (OLG) - voor exceptionele bijdragen

- Zilver (OLS) - voor excellente bijdragen

- Brons (OLB) - voor bijzondere (outstanding) bijdragen

Versierselen: een driehoekige decoratie die een vuursteen met een opkomende zon boven de berg Isandhlwana en de landsvlag voorstelt. Op de keerzijde een pot met een paar koeiehoornen. De versierselen worden om de hals gedragen.

De Orde van Ikhamanga (2003- )
Deze onderscheiding wordt toegekend voor verdiensten voor kunst, cultuur, literatuur, muziek, journalistiek, en sport, voor zover deze betrekking hebben op Zuid-Afrika. 
De orde wordt in drie graden toegekend.
- Goud (OLG) - voor exceptionele bijdragen

- Zilver (OLS) - voor excellente bijdragen

- Brons (OLB) - voor bijzondere (outstanding) bijdragen

Versierselen: een peervormige medaille met de afbeelding van een rijzende zon, twee strelitzia (ikhamanga) bloesems, een Lydenburg head", een Afrikaanse trommel en op de keerzijde een gestileerde weg. De onderscheidingen worden aan een lint om de hals gedragen.  
- De Orde van de Strijdmakkers van O.R. Tambo (2002- )

In deze orde, de "Order of the Companions of O. R. Tambo" worden alleen buitenlandse burgers opgenomen die  de vriendschappelijke relaties tussen Zuid-Afrika en andere landen hebben bevorderd. Ook de promotie van Zuid-Afrika en het delen van de aspiraties van dat land doen iemand voor opname in deze orde in aanmerking komen. Onder de dragers zijn Kofi Annan, en de postuum benoemde Dr. Martin Luther King en Mahatma Gandhi.
- Supreme Companion (SCOT) -  voor excellente bijdragen en actieve solidariteit. Deze klasse wordt aan staatshoofden en bij uitzondering ook aan premiers toegekend.

- Grand Companion (GCOT) - voor opmerkelijke samenwerking, solidariteit en steun aan Zuid-Afrika. De graad wordt aan premiers, ministers, ambassadeurs, opperbevelhebbers van de strijdkrachten, rechters en voorzitters van parlementen toegekend.

- Companion (COT) -  voor samenwerking, solidariteit en steun. Toegekend aan parlementariërs, hoge militairen en anderen.

Versierselen:  een ovale medaille die door twee slangen wordt geflankeerd. Op de keerzijde van de medaille is een  Oosters yin-yang symbool afgebeeld, De dragers ontvangen ook een wandelstok met een versierde knop. De medaille wordt aan een lint om de hals gedragen.